# Facundo Coral
Facundo Coral (Buenos Aires, 13 de marzo de 1970) es un guitarrista y compositor nacido en Argentina y criado en Venezuela. A través de su vasta carrera ha recibido varios premios, entre ellos el Premio Metal hecho en Venezuela 2003-2004. Asimismo tiene una extensa discografía como guitarrista de Gillman, Stratuz, Cronos, y Tren Loco, entre otras, y como guitarrista invitado en diferentes grabaciones. Es fundador y guitarrista de la banda Coral.

## Historia
A corta edad estudia guitarra (teoría y solfeo) junto al guitarrista venezolano de Jazz Gonzalo Micó. Posteriormente y luego de cuatro años de clases, continúa de manera particular aprendiendo con clínicas, videos, libros didácticos y en la práctica constante.
A los 15 años decide formar un grupo, y encuentra a músicos jóvenes y novatos como él, entre los cuales estaba el baterista Eduardo Saéz, y de allí nace Cronos, formación que se separó en el año 1991 y con el cual grabaron el disco “Al Fin una Victoria”, consiguiendo realizar una cantidad considerable de conciertos a nivel nacional, en Venezuela, así como tocar con bandas extranjeras tales como Kraken y Masacre. En el 2003, Cronos se une nuevamente sacando al mercado el CD “Rules”, sumamente reconocido, ejecutando una serie de conciertos y presentaciones en los medios durante todo el año, y participando como invitados en varios discos recopilatorios a nivel sudamericano. Posteriormente en el 2004, CRONOS edita su trabajo “Antología 1985-2004” donde se pasean por los mejores temas de su carrera así como un cover de “N.I.B” de Black Sabbath, siendo nominado como Mejor Disco en los premios “Pop & Rock” de Venezuela.
En el año 1991 luego de una extensa audición Facundo entra a la banda Gillman. Además de guitarrista del grupo participó en la composición y arreglo de los temas, grabando los discos “Escalofrío”, “Vivo & en Vivo”, “Cuauhtemoc”, y “Escalofrío Edición XX Aniversario”, este último como invitado, además de varios recopilatorios. Con ellos participó como compensación nacional en los recitales de Iron Maiden, Metallica, Barón Rojo, y Criminal, entre otras. También tocaron en presentaciones internacionales, en dos giras por Ecuador, y en Argentina se presentaron en el clásico sitio de metal, Cemento, junto a Tren Loco y Renacer.
En 1996 forma la Broken Heart Blues Band como un medio de enfocar un estilo que tanto le gusta, y es la base y principio de toda la música rock: El Blues. Con este grupo grab̟ó el disco “Blues de Alto Voltaje” ese mismo año. Quedaron pendientes los proyectos de dos discos más “Paraíso de Coral Azul” y “Blues al Sur”. Destacando su presentación junto al grupo británico de Folk- Blues Magna Carta.
Paralelamente, en 1997 entra a Stratuz, banda de Death Metal, con el cual ha grabado los discos “The Last Angel” y “Spirit Seduction”, este último bajo la producción del sello LSP de Bélgica. Cabe destacar que Stratuz realizó en el año 1998 una gira por Alemania, Holanda, España y Portugal, alternando con bandas de la calidad y trayectoria de Stratovarius, Centinex, Anasarca y Avulsed. Ha sido grupo de compensación en los conciertos en Venezuela de Acheron y Avulsed.
En 1998 también participa como músico invitado en varias presentaciones de la banda venezolana de heavy metal Guerra Santa, quedando registrado en el disco recopilatorio que el grupo sacó al mercado en el 2012.
En 2003 realiza como invitado la grabación de guitarras solistas en el CD del grupo argentino Feanor, y también es llevado a una participación en el recital de la banda Montreal en Buenos Aires como parte del aniversario del programa de TV “Efecto Metal”.
A su regreso en el año 2004 a su país natal Argentina, es invitado al programa de TV “Al Mango”, donde se presenta junto a la banda de la planta televisiva en un mini-recital. Asimismo es invitado a participar en el disco “Vivo... En la gran ciudad” de la conocida banda metalera Tren Loco.
Entre el 2004 y el 2005, participó en un proyecto llamado Speranthas con reconocidos músicos de la movida metalero Argentina, con el cual grabó algunos temas que fueron editados en discos recopilatorios.
En 2006 integra Vector, banda de Death Melódico, donde llega a grabar un Ep "Sentidos". Graba como invitado en el CD "Sangre Sur" de Tren Loco, donde también participa Ricardo Iorio.
Ya en el 2007 entra como miembro estable en Tren Loco, girando a partir de este momento por Uruguay, México, Ecuador, Bolivia, Venezuela y toda la geografía Argentina.
En el 2008 graba el CD "Venas de Acero" el cual agotó su primera edición en 7 días. Realizando la gira que lo llevaría junto a Tren Loco por Latinoamérica. En 2010, la banda cumplió 20 Años, editando un libro biográfico y un disco acústico titulado “20 Años – Pogo en el Andén”.
En 2011, Tren Loco continúa durante ese año las fechas programadas por toda Latinoamérica, teniendo en Quito-Ecuador un show con 12 mil fanáticos coreando cada uno de los temas de la banda, y realizan una presentación junto a Whitesnake y Judas Priest en el Estadio de Racing Club en Buenos Aires, Argentina. Y en noviembre de 2011, lanzan al mercado el DVD en vivo de la banda titulado “Hoy es mejor que ayer: En vivo en Buenos Aires”. En abril de 2014, Tren Loco en un comunicado oficial anuncia la salida de Facundo de sus filas.
Simultáneamente, a principios de 2010 Facundo inicia un proyecto musical propio denominado Coral, con el cual realiza presentaciones y graba “Dueño del Tiempo”, saliendo a la luz en el segundo semestre del 2011. En el 2012 graban el tema “Law of the fist”, que sirve de Himno de batalla para el equipo de MMA de Venezuela, homónimo a la canción. En 2014 graban y editan el álbum “Arrecho”. Y en 2016 publican su segundo trabajo discográfico titulado “Thrash & Roll”. La banda de Facundo Coral ha girado continuamente por toda la Argentina en m̟ultiples presentaciones.
Además de los grupos mencionados, Facundo se desempeña como profesor de guitarra desde hace más de 20 años, músico de sesión para grabaciones y presentaciones en vivo, y en cualquier forma donde la música esté presente. Sus influencias son el Blues como principio de la improvisación y del rock, y el metal de los ´70 y ´80, que se caracteriza con grupos como Iron Maiden, Motörhead, Black Sabbath, Saxon; y con guitarristas como Angus Young, Brian May, Eric Clapton, Buddy Guy, Eddie Van Halen, Randy Rhoads, Marty Friedman, y Stevie Ray Vaughan. También es Stage manager, produciendo los escenarios para el rock en los diversos estilos y en festivales de rock en general.
Cabe destacar que ha sido galardonado por los Premios Metal Venezuela 2002-2003 como “Mejor Guitarrista”, y nominado en los premios “Actitud Rock” 1989-1990 y “Pop & Rock” Venezuela 1996-1997.
Es importante destacar que en septiembre de 2011 la reconocida marca de guitarras Dean Guitars, decide concretar a Facundo como su endorser para este instrumento. Actualmente, su endoser es Aroutine Custom Guitars del luthier venezolano Juan Pablo Aroutine.

## Discografía

### Álbumes
Con Hermes y Los solicitados:
- Hermes y Los solicitados (1989)

Con Cronos:
- Rules (2003)

Con Gillman:
- Escalofrío (1994)
- Cuauhtémoc (2003)
- Escalofrío Edición XX Aniversario (regrabado) (2013) (como invitado)

Con Broken Heart Blues Band:
- Blues de Alto Voltaje (1996)

Con Stratuz:
- The Last Angel (1998)
- Spirit Seduction (2000)

Con Speranthas:
- Más que nunca (2009)

Con Feanor:
- Invencible (2005) (como invitado)

Con Tren Loco:
- SangreSur (2006) (como invitado)
- Venas de Acero (2009).
- Vieja Escuela (2013)

Con Devastacion:
- La Unión Hace La Fuerza (2013) (como invitado).

Con Coral:
- Arrecho (2014)
- Thrash & Roll (2016)

### En Directo
Con Gillman:
- Vivo & en Vivo (1996)

Con Tren Loco:
- Vivo... En la gran ciudad (2004) (como invitado)
- Hoy es mejor que ayer: En vivo en Buenos Aires (2011) (DVD+CD)

### Recopilatorios
Con Cronos:
- Antología: 1985-2004 (2004)

Con Gillman:
- 15 Años (1992)
- Lo Inédito (1993)
- 25 Años (2001)
- 30 Años de Rock Nacional (2007) (Box-Set)

Con Guerra Santa:
- Acústico 1998/2004 (2012) (como invitado)

Con Tren Loco:
- 20 Años-Pogo en el Andén (2010) (Libro+CD)

### EP
Con Cronos:
- Al Fin una Victoria (1991)

Con Speranthas:
- No mires atrás (2004)

Con Stratuz:
- Without Original Sin (2006)

Con Vector:
- Sentidos (2008)

Con Coral:
- Dueño del Tiempo (2011)
- Law of the fist (2012)